# Diego Tajani
Diego Antonio Tajani (Cutro, 8 giugno 1827 – Roma, 2 febbraio 1921) è stato un magistrato e politico italiano, senatore del Regno d'Italia. Fu Ministro di grazia e giustizia dei Governi Depretis III, VII e VIII.

## Biografia

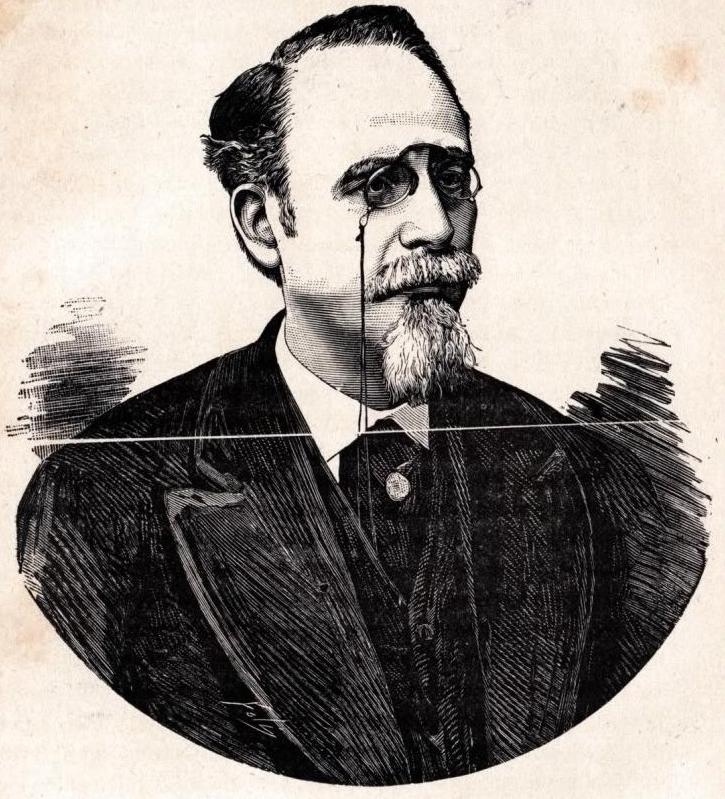
Illustrazione di Diego Tajani

Figlio di Giuseppe Tajani e Teresina Fattizza, si laureò in giurisprudenza nel 1850 ed esercitò la professione di avvocato; nel 1858 accettò di assumere la difesa di Giovanni Nicotera e degli altri superstiti della spedizione di Sapri, riuscendo a mitigare le loro pene. Per questo motivo, Tajani fu perseguitato dalla polizia borbonica e dovette andare in esilio in Piemonte, dove entrò a far parte della magistratura subalpina. Nel 1859 partecipò come volontario nella seconda guerra d'indipendenza italiana, dapprima come soldato semplice, venendo promosso uditore militare col grado di colonnello.
Tornato a fare il magistrato, Tajani fece una rapida carriera dopo l'Unità d'Italia, quando divenne procuratore generale della Corte d'appello di Catanzaro dal 1867 al 1869, e di quella di Palermo dal 1867 al 1871. Durante il periodo palermitano, Tajani fu uno dei primissimi magistrati a combattere la mafia, cercando di fronteggiare la collusione tra parte della polizia e la malavita organizzata e denunciando le coperture assicurate a esponenti mafiosi dalla politica locale e nazionale.
Eletto deputato nel 1874 per il collegio di Amalfi, il giurista calabrese fece una rapida carriera politica: Ministro di grazia e giustizia nel biennio 1878 - 1879 e ancora dal 1885  al 1887 nei gabinetti Depretis, propose l'abolizione del collegi uninominali; vicepresidente della Camera dei deputati dal 1876  al 1880 e dal 1881 al 1886; e infine senatore dal 25 gennaio 1896 per decreto di re Umberto I.
Anche come politico Tajani prese parte a numerosi processi: nel 1875 difese Raffaele Sonzogno nel processo contro Giuseppe Luciani, nel 1878 fu il difensore di Francesco Crispi, accusato di bigamia, nel 1879 ottenne per Giovanni Passannante, attentatore di Umberto I, la grazia sovrana, e infine si occupò del divorzio di Giuseppe Garibaldi dalla contessa Giuseppina Raimondi. Diego Tajani morì a Roma il 2 febbraio 1921, a 93 anni.